# Burg Seffent

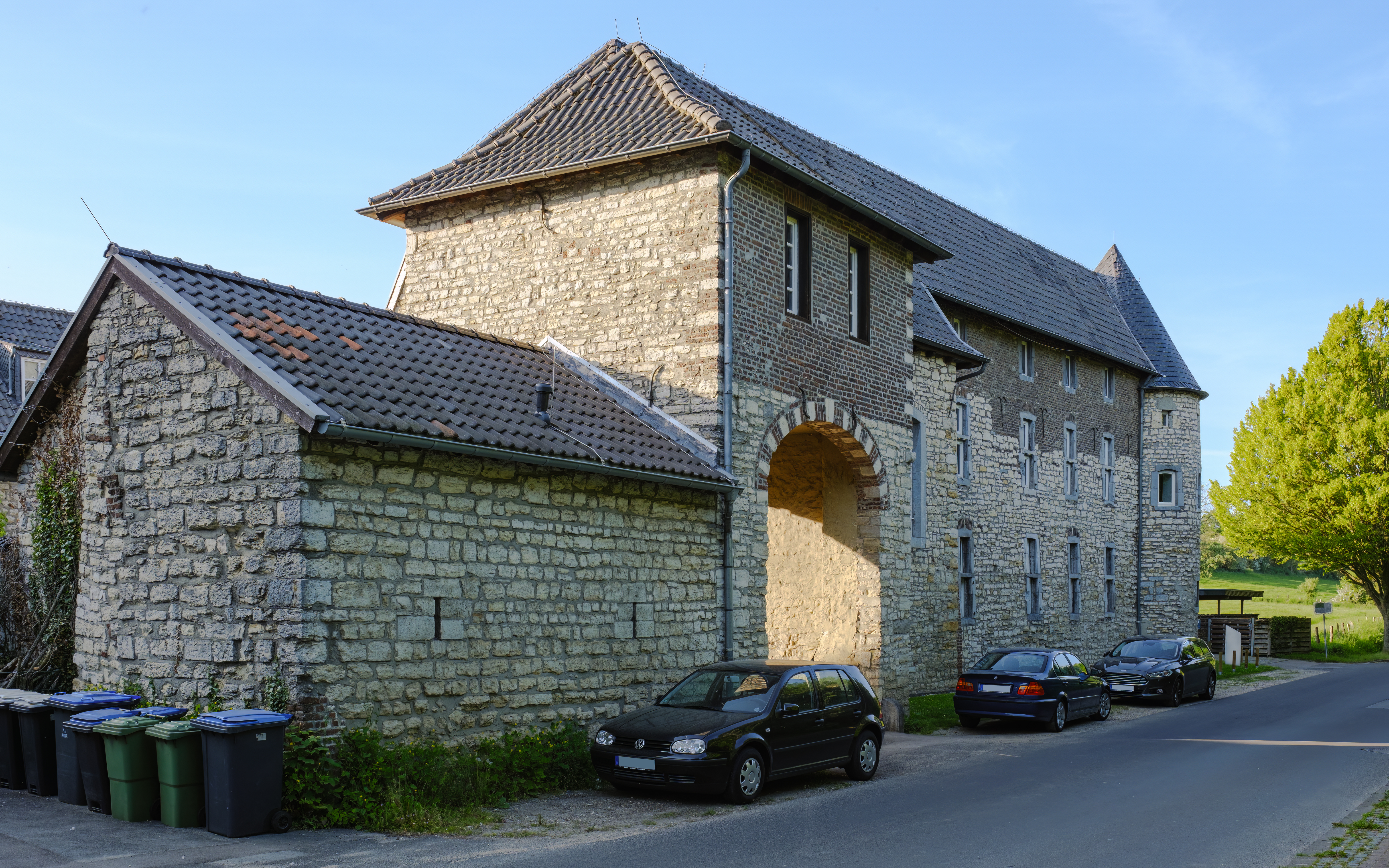
Burg Seffent

Die Burg Seffent ist eine mittelalterliche Burganlage in Seffent, einem nordwestlichen Ortsteil von Aachen. Ihre Geschichte reicht bis in die karolingische Zeit zurück.
Als Versorgungs-Hofgut des lotharingischen Herzogtums errichtet, entwickelte sich Burg Seffent im 17. Jahrhundert zu einer Vierflügelanlage mit wehrhaften, architektonischen Elementen. Nach einer umfassenden Restaurierung, welche die Gebäude vor dem endgültigen Verfall rettete, beheimatet sie heute Wohnungen. 

## Beschreibung
Die Burg ist eine vierflügelige Anlage aus sandsteinfarbenem Bruchstein. Einst von Wassergräben umgeben besitzt sie an der Nordecke einen Rundturm mit Kegelhelm sowie einen wuchtigen, halbrunden Wehrturm an der östlichen Ecke. Die heutige Bausubstanz stammt mehrheitlich aus der Zeit des Dreißigjährigen Krieges und des 18. Jahrhunderts. Im Inneren besitzt die Anlage drei alte Kamine.

## Geschichte
Eine erste urkundliche Erwähnung der damals noch Seffenter Hof genannten Anlage erfolgte 896, als der lotharingische Herzog Zwentibold das Hofgut seiner Cousine, der Äbtissin Gisela, und damit dem Kloster Nivelles, schenkte. Weitere Urkunden zeugen davon, dass Kaiser Heinrich III. den Besitz im Jahr 1028 dem Aachener Marienstift überließ. Der Hof muss zuvor also wieder an das Reich zurückgefallen sein.
Für die folgenden rund 500 Jahre finden sich keine Aufzeichnungen zur Burg, so dass ihre Geschichte während dieser Zeit im Dunkeln liegt. In der ersten Hälfte des 17. Jahrhunderts erfolgte – aufbauend auf Überresten aus dem 16. Jahrhundert – der Neubau eines Herrenhauses sowie die Errichtung der beiden Ecktürme der Burg. Eine Zeichnung des Aachener Architekten Laurenz Mefferdatis aus dem Jahr 1722 zeigt Burg Seffent als eine zweiteilige Anlage, deren Hälften durch eine Mauer voneinander getrennt waren. Im 18. Jahrhundert gehörte die Burg der angesehenen Aachener Familie Bouget, die diese im Jahre 1780 an den Chevalier de Bellegarde verpachtete. Ende des 18. Jahrhunderts wurde das Herrenhaus erweitert und mit einem Dreiecksgiebel versehen.
Nach dem Zweiten Weltkrieg wechselte die heruntergekommene und vom Verfall bedrohte Anlage mehrfach den Besitzer. Versuche, sie nach 1962 bewohnbar zu machen, glückten zunächst nicht. Erst 1985 konnte die Restaurierung – nach mehreren Anläufen – abgeschlossen werden. Im Zuge dieser Arbeiten wurden die Räumlichkeiten der Burg zu 14 Wohnungen und einem Restaurant umgestaltet. Der Restaurantbetrieb ist mittlerweile jedoch eingestellt.